# 奴隶市场 (热罗姆)
《奴隶市场》（法語：Le Marché d'esclaves）是法国艺术家让-莱昂·热罗姆的一幅油画，创作于1866年。画作描绘某个中东或北非场景，一个男人检查一个裸体女奴的牙齿。
这幅画于1866年8月23日由 Adolphe Goupil购买，1867年在巴黎沙龙展出。此后它曾多次交易，直到1930年由 罗伯特·斯特林·克拉克购买，自1955年藏于克拉克艺术中心。
热罗姆的《奴隶市场》，与他的另一幅作品《弄蛇人》（也藏于克拉克艺术中心）一样，已成为19世纪东方主义艺术的标志性例证。

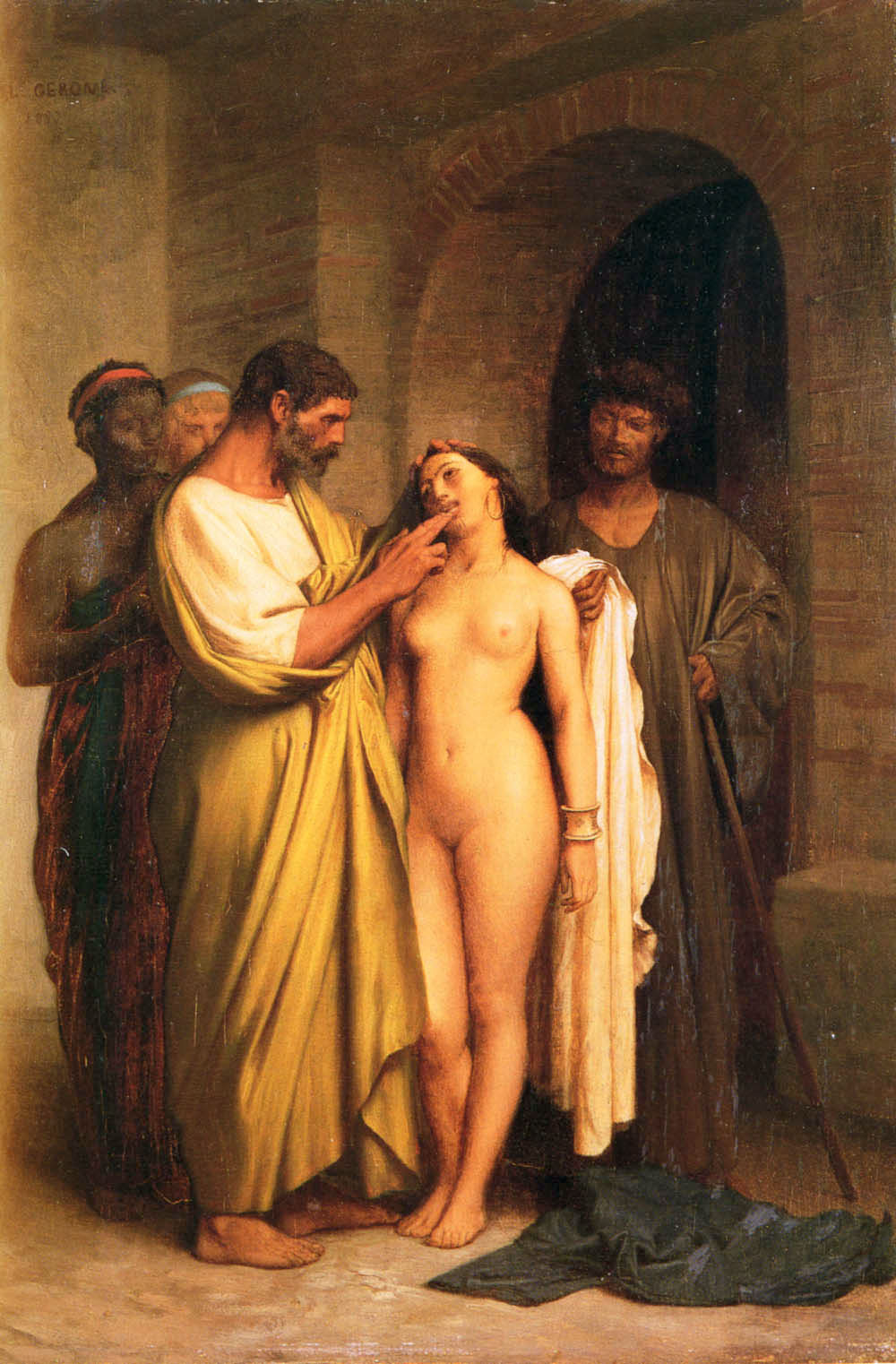
《买奴隶》 (1857)

热罗姆对奴隶交易的描述早于《奴隶市场》，有些则以古典世界为背景。早在1857年，比《奴隶市场》早了十年，他就画了一幅非常相似的场景《买奴隶》，背景是古希腊或古罗马，那时买卖双方和奴隶之间的种族差异并不明显。 描绘的奴隶有时肤色不同（如1871年的《奴隶市场》）；在所有情况下，女人都是供出售，买家或卖家都是男性，但在1884年版本的《奴隶市场》中，可以看到两个被奴役的男性奴隶，一个黑人，一个白人。
在2019年欧洲议会选举中，右翼政党德國另類選擇使用了这幅画作为政治广告，同时还有口号“欧洲人投票支持德國另類選擇！”、“所以欧洲不会变成欧拉伯！”《德国之声》报道了这幅画被带着种族主义意图使用, 因为它暗示性地描绘了蓄着胡子和头巾的黑皮肤男人“检查一个裸体白人女人的牙齿”。 克拉克艺术中心强烈谴责德國另類選擇使用这幅画。